# Neopetrobia samgoriensis
Neopetrobia samgoriensis är en spindeldjursart som först beskrevs av Reck 1949.  Neopetrobia samgoriensis ingår i släktet Neopetrobia och familjen Tetranychidae. Inga underarter finns listade i Catalogue of Life.